# Leoberto Leal
Pour les articles homonymes, voir Leal.
Leoberto Leal est une ville brésilienne de l'État de Santa Catarina.

## Généralités
La ville se situe à l'extrémité ouest de la région administrative du Grand Florianópolis, mais se trouve plus lié économiquement avec les villes de la haute-vallée du rio Itajaí, notamment avec Ituporanga.

## Géographie
Leoberto Leal se situe à une latitude 27° 30′ 25″ sud et à une longitude de 49° 17′ 13″ ouest, à une altitude de 550 mètres.
Sa population était de 3 365 habitants au recensement de 2010. La municipalité s'étend sur 291 km2.
Elle fait partie de la microrégion de Tijucas, dans la mésorégion du Grand Florianópolis.
Le relief local est très accidenté, parcouru par de nombreux cours d'eau, qui confère à la municipalité un grand potentiel hydro-électrique. La seule partie plane de la municipalité est le centre de la ville, au bord du rio do Braço, affluent du rio Tijucas.
Par la route, la ville est distante de 139 km de Florianópolis, via la BR-282, en passant par Alfredo Wagner, avec près de 29 km de chemin de terre en mauvais état. Une autre voie la place à 88 km de Florianópolis, via São Pedro de Alcântara et Angelina, mais les routes y sont d'accès difficile et demandent une bonne connaissance de la région.

## Histoire
L'occupation effective des terres de la municipalité actuelle commence en 1917, avec l'arrivée de colons en provenance de la colonie de Santa Tereza, aujourd'hui Alfredo Wagner. Cependant, la population se forme plutôt par l'arrivée de familles venues de Angelina et Águas Mornas. Son nom vient de celui du député Leoberto Laus Leal, originaire de Tijucas et décédé dans un accident aérien. Celui-ci était très lié aux communautés de colons de la vallée du rio Tijucas et de la haute vallée du rio Itajaí.

## Économie
Son économie repose sur l'agriculture, notamment les cultures de l'oignon, du maïs, du haricot et du tabac. L'industrie est inexistante, de même que le tourisme, de par la difficulté d'accès à la ville.

## Démographie
L'exode rural est très préoccupant pour la ville, qui compte apparemment déjà plus de citoyens vivant hors de la municipalité qu'à l'intérieur. Les émigrants se tourne principalement vers la ville de Florianópolis et sa région urbaine, avec les villes de Itapema, Porto Belo et Balneário Camboriú.

## Villes voisines
Leoberto Leal est voisine des municipalités (municípios) suivantes :
- Major Gercino
- Angelina
- Rancho Queimado
- Alfredo Wagner
- Imbuia
- Vidal Ramos
- Nova Trento